# Hardin Craig

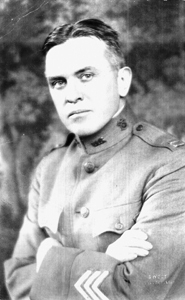
Hardin Craig in der Uniform der U.S. Army, Fotografie aus der Zeit vom Ende des Ersten Weltkrieges

Hardin Craig (geboren am 29. Juni 1875 in Owensboro, Kentucky; gestorben am 13. Oktober 1968 in Houston) war ein US-amerikanischer Literaturwissenschaftler.
Craig war ein bedeutender Renaissancewissenschaftler, Shakespearegelehrter und Professor für Englische Sprache. Während seiner über 65 Jahre dauernden akademischen Tätigkeit unterrichtete er an acht verschiedenen Universitäten und veröffentlichte mehr als zwanzig Bücher. Er war einer der wenigen Amerikaner, die zum Mitglied der Royal Society of Literature gewählt wurden.

## Leben
Craig wurde in Owensboro, Kentucky als Sohn von Robert und Mary Jane Craig, geborene McHenry geboren. Er erwarb im Jahr 1897 seinen A.B. am "Centre College" in Danville (Kentucky). 1898 begann er ein Graduiertenstudium bei Thomas Marc Parrott an der Princeton University und wurde dort 1901 promoviert. Danach studierte er zwei Jahre am Exeter College in Oxford und kehrte von 1905 bis 1910 als Dozent nach Princeton zurück. Er lehrte dann neun Jahre an der University of Minnesota, unterbrochen von zwei Jahren Militärdienst. Während des Ersten Weltkrieges diente Craig als "Second Lieutenant" (Unterleutnant) in der U.S. Army. Nach dem Krieg wurde er an die University of Iowa berufen. Dort gründete er 1922 die Zeitschrift Philological Quarterly. 1928 wurde er nach Stanford berufen und lehrte dort bis zu seiner Emeritierung im Jahre 1942. Er übernahm dann für sieben Jahre eine Gastdozentur an der University of North Carolina in Chapel Hill, unterrichtete in der Folge von 1949 bis 1960 als Dozent an der University of Missouri in Columbia und lehrte dann von 1960 bis 1976 als Gastwissenschaftler am Stephens College in Columbia, Missouri und am Centre College, wo er sein 65-jähriges Dienstjubiläum beging.
Craig war Mitglied im Exekutivkomitee der Modern Language Association of America. Er gilt als eine Autorität zu Shakespeare und Milton. Er wurde mit zwei Festschriften geehrt: die erste mit dem Titel Renaissance Studies in Honor of Hardin Craig bei Gelegenheit seiner Emeritierung an der Stanford University. Die Schrift Essays on Shakespeare and Elizabethan Drama in Honor of Hardin Craig wurde ihm bei seinem Ausscheiden von der University of Missouri zugeeignet.
Craig starb 1968 in Houston im Alter von 93 Jahren.

## Werke
- Two Coventry Corpus Christi Plays (1902)
- The Tragedy of Richard the Second (1912), editor
- A History of English Literature II: Literature of the English Renaissance (1962)
- Shakespeare: Historical and Critical Study With Annotated Texts of Twenty-One Plays (1931)
- Great English Prose Writers (1932)
- Essays in Dramatic Literature: The Parrott Presentation Volume (1935), editor
- Edgar Allan Poe: Representative Selections, with Introduction, Bibliography, and Notes (1935), begun by Margaret Alterton and completed by Hardin Craig
- The Enchanted Glass: The Elizabethan Mind in Literature (1936)
- Literature Study and the Scholarly Profession (1944)
- An Interpretation of Shakespeare (1948)
- Freedom and Renaissance (1949)
- A History of English Literature (1950)
- The Complete Works of Shakespeare (1951)
- The Written Word, and Other Essays: Lectures Delivered before the Centre College of Kentucky (1953)
- English Religious Drama of the Middle Ages (1955)
- Woodrow Wilson at Princeton (1960).
- New Lamps for Old: A Sequel to The Enchanted Glass (1960)
- A New Look at Shakespeare's Quartos (1961)